# Maraşlı (serie de televisión)
Maraşlı es una serie de televisión turca de 2021, protagonizada por Burak Deniz y Alina Boz. Producida por Tims & B Productions y transmitida por ATV.

## Sinopsis
Celâl Kün (Burak Deniz) es un soldado retirado de las Fuerzas Especiales Turcas, convertido en propietario de una librería de segunda mano. Para Maraşlı, la vida cambió drásticamente después de que le dispararan a su hija Zeliş en un atentado durante un concierto al aire libre. 
Un día, la fotógrafa Mahur Türel (Alina Boz) entra en la librería de Maraşlı, y tras salir de ahí, involuntariamente se ve envuelta en un incidente: presencia el asesinato de un fiscal por parte de Savaş Yildirim (Saygın Soysal), un peligroso criminal. La joven es descubierta al tomar fotografías del hecho y es salvada sorpresivamente por Maraşlı. 
Cuando Aziz Türel (Kerem Atabeyoğlu), padre de Mahur y un poderoso hombre de negocios, se entera de la situación, le pide a Maraşlı que proteja a su hija de cualquier represalia por parte de Savaş. Éste al principio se niega, pero al descubrir algo que liga a la familia Türel con el atentado donde Zeliş fue herida, decide aceptar el trabajo de guardaespaldas con el objetivo de investigar más a fondo. 
A partir de ese día, Mahur y Maraşlı estarán vinculados, e insertos en una intrincada trama de secretos, venganzas, donde todo lo que los rodea tal vez no sea lo que parece. A pesar de ser totalmente opuestos sus mundos, una fuerte atracción será el inicio de sentimientos que Maraşli tratará de evitar aunque lo queme por dentro.
.

## Reparto
| Actor/Actriz       | Personaje                         |
| ------------------ | --------------------------------- |
| Burak Deniz        | Celâl "Maraşlı" Kün / Mehmet İnce |
| Alina Boz          | Mahur Türel                       |
| Saygın Soysal      | Savaş Yildirim                    |
| Serhat Kılıç       | Necati Türel                      |
| Hakan Boyav        | Hurdaci / Yavuz İnce              |
| Özgür Koç          | Nevzat                            |
| Sinem Akyol        | Hilal                             |
| Bedriye Rosa Çelik | Zeliş İnce                        |
| Yahya Celebi       | Suat                              |
| Güneş Hayat        | Hamiyet Türel                     |
| Cengiz Sezgin      | Sadık Akcay                       |
| Nesrin Yılmaz      | Nuran Akcay                       |
| Türkü Su Demirel   | Behiye Akcay                      |
| Engin Yüksel       | Fuat Karagöz                      |
| Burcu Karakaya     | Dilara Karagöz                    |
| Serhat Parıl       | Tolga Demirci                     |
| Kerem Atabeyoğlu   | Aziz Türel                        |
| Cemil Büyükdöğerli | İlhan Türel                       |
| Rojda Demirer      | Firuzan Türel                     |
| Melis İşiten       | Dilşad Türel                      |
| Cihan Yenici       | Ozan Şanver                       |
| Nihal Dinçel       | Şirin Hanım                       |
| Mert Ateş          | Oğuz Türel                        |
| Neslihan Acar      | Sedef Türel                       |
| Gizem Kala         | Ecem                              |
| Onur Ay            | İsmet                             |
| Barış Özdemirli    | Kemal                             |

## Emisión
| País                   | Título              | Cadena         | Primera emisión        | Última emisión        | Horario semanal                | Hora     |
| ---------------------- | ------------------- | -------------- | ---------------------- | --------------------- | ------------------------------ | -------- |
| Turquía                | Maraşlı             | ATV            | 11 de enero de 2021    | 13 de julio de 2021   | Martes                         | 20:00    |
| Rumania                | Pazeste-ma De mine  | Pro2 TV        | 8 de noviembre de 2021 | 20 de enero de 2022   | Lunes a viernes                | 22:00    |
| Puerto Rico            | Maraşlı             | Telemundo      | 23 de marzo de 2022    | 6 de junio de 2022    | Lunes y de miércoles a viernes | 8pm      |
| Israel                 | Maraşlı             | Viva Channel   | 13 de marzo de 2024    | En emisión            | Lunes a viernes                | 20:10    |
| Egipto                 | Maraşlı             | Drama Alwan TV | 6 de enero de 2022     | Finalizada            | Lunes a viernes                | 18:00    |
| Sudáfrica              | Maraşlı             | Canal eTV      | 24 de enero de 2023    | 5 de mayo de 2023     | Lunes a viernes                | 21:30    |
| Panamá                 | La Verdad           | TVN Panamá     | 27 de junio de 2022    | 18 de octubre de 2022 | Lunes a viernes                | 22:00    |
| Emiratos Árabes Unidos | The Guardian        | Dubai TV       | 29 de octubre de 2022  | Finalizada            | Lunes a domingo                | 20:00    |
| Brasil                 | Maraşlı: o Protetor | Globo Play     | 8 de julio de 2024     | Disponible            | Streaming                      | 24 horas |